# Örményország a 2016. évi nyári olimpiai játékokon
Örményország a brazíliai Rio de Janeiróban megrendezett 2016. évi nyári olimpiai játékok egyik részt vevő nemzete volt. Az országot az olimpián 8 sportágban 31 sportoló képviselte, akik összesen 4 érmet szereztek.

## Érmesek
| Érem  | Versenyző         | Sportág    | Versenyszám              |
| ----- | ----------------- | ---------- | ------------------------ |
| Arany | Artur Alekszanján | Birkózás   | Férfi kötöttfogás, 98 kg |
| Ezüst | Migran Arutyunyan | Birkózás   | Férfi kötöttfogás, 66 kg |
| Ezüst | Simon Martirosyan | Súlyemelés | Férfi 105 kg             |
| Ezüst | Gor Minasyan      | Súlyemelés | Férfi +105 kg            |

## Atlétika
Férfi
| Versenyző      | Versenyszám | Selejtező | Selejtező | Döntő    | Döntő    |
| Versenyző      | Versenyszám | Eredmény  | Helyezés  | Eredmény | Helyezés |
| -------------- | ----------- | --------- | --------- | -------- | -------- |
| Levon Aghasyan | Hármasugrás | 15,54 m   | 36.       | kiesett  | kiesett  |

Női
| Versenyző         | Versenyszám | Előfutam | Előfutam | Előfutam | Elődöntő | Elődöntő | Elődöntő | Döntő   | Döntő    |
| Versenyző         | Versenyszám | Idő      | Hely.    | Össz.    | Idő      | Hely.    | Össz.    | Idő     | Helyezés |
| ----------------- | ----------- | -------- | -------- | -------- | -------- | -------- | -------- | ------- | -------- |
| Gayane Chiloyan   | 200 m       | 25,03    | 8.       | 66.      | kiesett  | kiesett  | kiesett  | kiesett | kiesett  |
| Diana Khubeseryan | 200 m       | 25,16    | 7.       | 67.      | kiesett  | kiesett  | kiesett  | kiesett | kiesett  |
| Lilit Harutyunyan | 400 m gát   | 1:03,13  | 8.       | 48.      | kiesett  | kiesett  | kiesett  | kiesett | kiesett  |

| Versenyző        | Versenyszám | Selejtező | Selejtező | Döntő    | Döntő    |
| Versenyző        | Versenyszám | Eredmény  | Helyezés  | Eredmény | Helyezés |
| ---------------- | ----------- | --------- | --------- | -------- | -------- |
| Amaliya Sharoyan | Távolugrás  | 595 cm    | 35.       | kiesett  | kiesett  |

## Birkózás

### Férfi
Kötöttfogású
| Versenyző            | Versenyszám | Selejtező                       | Nyolcaddöntő                  | Negyeddöntő                         | Elődöntő                  | Vigaszág első kör | Vigaszág elődöntő | Bronz- mérkőzés   | Döntő                      | Helyezés |
| Versenyző            | Versenyszám | Ellenfél Eredmény               | Ellenfél Eredmény             | Ellenfél Eredmény                   | Ellenfél Eredmény         | Ellenfél Eredmény | Ellenfél Eredmény | Ellenfél Eredmény | Ellenfél Eredmény          | Helyezés |
| -------------------- | ----------- | ------------------------------- | ----------------------------- | ----------------------------------- | ------------------------- | ----------------- | ----------------- | ----------------- | -------------------------- | -------- |
| Migran Arutyunyan    | 66 kg       | erőnyerő                        | Adham Saleh (EGY) · 9–0       | Rju Hanszu (Ryu Han-su) (KOR) · 2–1 | Rəsul Çunayev (AZE) · 4–1 |                   |                   |                   | Davor Štefanek (SRB) · 1–1 |          |
| Arszen Dzsulfalakjan | 75 kg       | Daniel Alekszandrov (BUL) · 2–3 | kiesett                       | kiesett                             | kiesett                   | kiesett           | kiesett           | kiesett           | kiesett                    | 13.      |
| Makszim Manukján     | 85 kg       | Lőrincz Viktor (HUN) · 0–3      | kiesett                       | kiesett                             | kiesett                   | kiesett           | kiesett           | kiesett           | kiesett                    | 13.      |
| Artur Alekszanján    | 98 kg       | erőnyerő                        | Daigoro Timoncini (ITA) · 5–2 | Alin Alexuc-Ciurariu (ROU) · 8–0    | Cenk İldem (TUR) · 9–0    |                   |                   |                   | Yasmany Lugo (CUB) · 3–0   |          |

Szabadfogású
| Versenyző           | Versenyszám | Selejtező         | Nyolcaddöntő                 | Negyeddöntő               | Elődöntő               | Vigaszág első kör | Vigaszág elődöntő | Bronz- mérkőzés             | Döntő             | Helyezés |
| Versenyző           | Versenyszám | Ellenfél Eredmény | Ellenfél Eredmény            | Ellenfél Eredmény         | Ellenfél Eredmény      | Ellenfél Eredmény | Ellenfél Eredmény | Ellenfél Eredmény           | Ellenfél Eredmény | Helyezés |
| ------------------- | ----------- | ----------------- | ---------------------------- | ------------------------- | ---------------------- | ----------------- | ----------------- | --------------------------- | ----------------- | -------- |
| Garnik Mnatsakanyan | 57 kg       | erőnyerő          | Hassan Rahimi (IRI) · 0–13   | kiesett                   | kiesett                | kiesett           | kiesett           | kiesett                     | kiesett           | 20.      |
| Davit Szafariján    | 65 kg       | erőnyerő          | Frank Chamizo (ITA) · 1–3    | kiesett                   | kiesett                | kiesett           | kiesett           | kiesett                     | kiesett           | 18.      |
| Georgij Ketojev     | 97 kg       | erőnyerő          | Elizbar Odikadze (GEO) · 1–8 | kiesett                   | kiesett                | kiesett           | kiesett           | kiesett                     | kiesett           | 14.      |
| Levan Berianidze    | 125 kg      | erőnyerő          | Teng Cse-vej (CHN) · 2–2     | Ligeti Dániel (HUN) · 3–1 | Taha Akgül (TUR) · 1–8 |                   |                   | Ibrahim Szaidav (BLR) · 2–2 |                   | 5.       |

## Cselgáncs
Férfi
| Versenyző          | Versenyszám | Selejtező         | 32-es főtábla                         | Nyolcaddöntő                           | Negyeddöntő       | Elődöntő          | Vigaszág elődöntő | Bronz- mérkőzés   | Döntő             | Helyezés |
| Versenyző          | Versenyszám | Ellenfél Eredmény | Ellenfél Eredmény                     | Ellenfél Eredmény                      | Ellenfél Eredmény | Ellenfél Eredmény | Ellenfél Eredmény | Ellenfél Eredmény | Ellenfél Eredmény | Helyezés |
| ------------------ | ----------- | ----------------- | ------------------------------------- | -------------------------------------- | ----------------- | ----------------- | ----------------- | ----------------- | ----------------- | -------- |
| Hovhannesz Davtjan | Légsúly     | erőnyerő          | Ludwig Paischer (AUT) · 100(0)-000(0) | Beszlan Mudranov (RUS) · 000(3)–001(2) | kiesett           | kiesett           |                   |                   |                   | 9.       |

## Ökölvívás
Férfi
| Versenyző          | Versenyszám  | Selejtező                   | Nyolcaddöntő                            | Negyeddöntő       | Elődöntő          | Döntő             | Helyezés |
| Versenyző          | Versenyszám  | Ellenfél Eredmény           | Ellenfél Eredmény                       | Ellenfél Eredmény | Ellenfél Eredmény | Ellenfél Eredmény | Helyezés |
| ------------------ | ------------ | --------------------------- | --------------------------------------- | ----------------- | ----------------- | ----------------- | -------- |
| Artur Hovhannisyan | Papírsúly    | Samuel Carmona (ESP) · 0-3  | kiesett                                 | kiesett           | kiesett           | kiesett           | 17.      |
| Narek Abgaryan     | Légsúly      | Ronald Serugo (UGA) · 2-1   | Hu Csien-kuan (Hu Jianguan) (CHN) · 0-3 | kiesett           | kiesett           | kiesett           | 9.       |
| Aram Avagyan       | Harmatsúly   | Moriszaka Arasi (JPN) · 2-1 | Michael Conlan (IRL) · 0-3              | kiesett           | kiesett           | kiesett           | 9.       |
| Hovhannes Bachkov  | Kisváltósúly | Luis Arcón (VEN) · 2-1      | Hu Csien-hszün (CHN) · 1-2              | kiesett           | kiesett           | kiesett           | 9.       |
| Vladimir Margaryan | Váltósúly    | Winston Hill (FIJ) · 3-0    | Roniel Iglesias (CUB) · RSC             | kiesett           | kiesett           | kiesett           | 9.       |

## Sportlövészet
Férfi
| Versenyző       | Versenyszám | Selejtező | Selejtező | Döntő   | Döntő    |
| Versenyző       | Versenyszám | Pont      | Helyezés  | Pont    | Helyezés |
| --------------- | ----------- | --------- | --------- | ------- | -------- |
| Hrachik Babayan | Légpuska    | 621,5     | 24.       | kiesett | kiesett  |

## Súlyemelés
Férfi
| Versenyző           | Versenyszám | Szakítás | Szakítás | Lökés                    | Lökés                    | Összesen | Helyezés |
| Versenyző           | Versenyszám | Eredmény | Helyezés | Eredmény                 | Helyezés                 | Összesen | Helyezés |
| ------------------- | ----------- | -------- | -------- | ------------------------ | ------------------------ | -------- | -------- |
| Andranik Karapetyan | 77 kg       | 174      | 2.       | érvényes kísérlet nélkül | érvényes kísérlet nélkül | kiesett  | kiesett  |
| Arakel Mirzojan     | 85 kg       | 158      | 9.       | érvényes kísérlet nélkül | érvényes kísérlet nélkül | kiesett  | kiesett  |
| Simon Martirosyan   | 105 kg      | 190      | 5.       | 227                      | 2.                       | 417      |          |
| Ruben Aleksanyan    | +105 kg     | 195      | 6.       | 245                      | 2.                       | 440      | 4.       |
| Gor Minasyan        | +105 kg     | 210      | 3.       | 241                      | 5.                       | 451      |          |

Női
| Versenyző      | Versenyszám | Szakítás | Szakítás | Lökés    | Lökés    | Összesen | Helyezés |
| Versenyző      | Versenyszám | Eredmény | Helyezés | Eredmény | Helyezés | Összesen | Helyezés |
| -------------- | ----------- | -------- | -------- | -------- | -------- | -------- | -------- |
| Nazik Avdalyan | 69 kg       | 107      | 5.       | 135      | 5.       | 242      | 5.       |
| Sona Poghosyan | 75 kg       | 97       | 11.      | 126      | 9.       | 223      | 10.      |

## Torna
Férfi
| Versenyző          | Versenyszám | Selejtező | Selejtező | Döntő    | Döntő    |
| Versenyző          | Versenyszám | Pontszám  | Helyezés  | Pontszám | Helyezés |
| ------------------ | ----------- | --------- | --------- | -------- | -------- |
| Artur Davtyan      | Ugrás       | 14,566    | 11.       | kiesett  | kiesett  |
| Harutyun Merdinyan | Lólengés    | 15,583    | 4.        | 14,933   | 7.       |

Női
| Versenyző       | Versenyszám      | Selejtező | Selejtező | Döntő    | Döntő    |
| Versenyző       | Versenyszám      | Pontszám  | Helyezés  | Pontszám | Helyezés |
| --------------- | ---------------- | --------- | --------- | -------- | -------- |
| Houry Gebeshian | Talaj            | 12,900    | 61.       | kiesett  | kiesett  |
| Houry Gebeshian | Felemás korlát   | 13,666    | 53.       | kiesett  | kiesett  |
| Houry Gebeshian | Gerenda          | 13,266    | 53.       | kiesett  | kiesett  |
| Houry Gebeshian | Egyéni összetett | 53,848    | 38.       | kiesett  | kiesett  |

## Úszás
Férfi
| Versenyző        | Versenyszám | Előfutam | Előfutam | Előfutam | Elődöntő | Elődöntő | Elődöntő | Döntő   | Döntő    |
| Versenyző        | Versenyszám | Idő      | Hely.    | Össz.    | Idő      | Hely.    | Össz.    | Idő     | Helyezés |
| ---------------- | ----------- | -------- | -------- | -------- | -------- | -------- | -------- | ------- | -------- |
| Vahan Mkhitaryan | 50 m gyors  | 23,50    | 7.       | 47.      | kiesett  | kiesett  | kiesett  | kiesett | kiesett  |